# Jarocińskie Linie Autobusowe
Jarocińskie Linie Autobusowe – jarocińskie przedsiębiorstwo, przewoźnik na terenie miasta Jarocin. Spółka powstała w roku 2001 w wyniku przekształcenia Komunalnego Zakładu Budżetowego - Zakładu Komunikacji Miejskiej i należy w 100% do gminy Jarocin. Zapewnia połączenia autobusowe na obszarze Jarocina oraz gmin ościennych.

## Linie komunikacyjne
| Linia | Trasa | Uwagi                                                       |
| ----- | --- | ----------------------------------------------------------- |
| 0     | MARCINKOWSKIEGO – Staszica – Aleja Niepodległości – Dworzec Autobusowy – Dąbrowskiego – Hallera – Wojska Polskiego – Piastowska – Bolesława Śmiałego – Kazimierza Wielkiego – Batorego – Niedźwiedzińskiego – Leszczyce – Bohaterów Jarocina – Świętego Ducha – Sportowa – Maratońska – Wrzosowa – Kasztanowa – Aleja Niepodległości –MARCINKOWSKIEGO                                                                                            | Linia miejska tzw. "zerówka"                                |
| 1     | MIESZKÓW/PKP – Mieszków/Dworcowa – Mieszków/Rynek – Cielcza/Poznańska – Poznańska – Aleja Niepodległości – Dworzec Autobusowy – Dąbrowskiego – Hallera – Wojska Polskiego – BOLESŁAWA CHROBREGO | Mieszków – Jarocin                                          |
| 1.6   | MIESZKÓW/PKP – Mieszków/Dworcowa – Mieszków/Szkoła – Radlin/PKP – Kąty – Radlin/PKP – Cielcza/Szkolna– Cielcza/Poznańska – Poznańska – Aleja Niepodległości – Dworzec Autobusowy – Dąbrowskiego – Hallera – Wojska Polskiego – BOLESŁAWA CHROBREGO Powrót: BOLESŁAWA CHROBREGO – Wojska Polskiego – Skarżyńskiego – Dąbrowskiego – Dworzec Autobusowy – Poznańska – Cielcza/Oczyszczalnia – Cząszczew – Osiek – Mieszków/Dworcowa – MIESZKÓW/PKP | Linia łączona 1 i 6 Mieszków – Jarocin Kąty – Jarocin       |
| 2     | WOJSKA POLSKIEGO – Skarżyńskiego – Dąbrowskiego – Dworzec Autobusowy – Aleja Niepodległości – Poznańska – Cielcza/Oczyszczalnia – Osiek – Mieszków/Dworcowa – Mieszków/Rynek – Cielcza/Poznańska – Poznańska – Aleja Niepodległości – Dworzec Autobusowy – Dąbrowskiego – Hallera – Skarżyńskiego – Wrocławska – WROCŁAWSKA JARKON | Mieszków – Jarocin                                          |
| 3     | POTARZYCA – Golina/PKP – Golina/Dworcowa – Stefanów – Golina/Jarocińska – Wrocławska – Wojska Polskiego – Skarżyńskiego – Dąbrowskiego – Dworzec Autobusowy – Aleja Niepodległości – Zaciszna – HANDLOWA | Potarzyca – Jarocin                                         |
| 3.9   | DWORZEC AUTOBUSOWY – Dąbrowskiego – Hallera – Skarżyńskiego – Wrocławska – Golina/Jarocińska – Stefanów – Golina/Dworcowa – Golina/PKP – Potarzyca – Siedlemin/Potarzycka – Siedlemin/Szkoła – Roszków – Warciana – Powstańców Wielkopolskich – Aleja Niepodległości – Dworzec Autobusowy – Dąbrowskiego – Hallera – NIEDŹWIEDZIŃSKIEGO/GLINKI                                                                                                   | Linia łączona 3 i 9 Potarzyca – Jarocin Roszków – Jarocin   |
| 4     | DWORZEC AUTOBUSOWY – Aleja Niepodległości – Zaciszna – Handlowa – Powstańców Wielkopolskich – Warciana – Folwarczna – Siedlemińska – Wybudowana – Wrocławska – Polna – Żniwna – Gajowa – Popiełuszki – Curie-Skłodowskiej – Skarżyńskiego – Dąbrowskiego – DWORZEC AUTOBUSOWY | Linia miejska                                               |
| 5     | DWORZEC AUTOBUSOWY – Dąbrowskiego – Hallera – Wojska Polskiego – Witaszyczki – Witaszyce/Wolności – Witaszyce/Kolejowa – WITASZYCE/NOWY CMENTARZ Powrót: WITASZYCE/NOWY CMENTARZ – Witaszyce/Mostowa – Witaszyce/Wolności – Witaszyczki – Wojska Polskiego – Skarżyńskiego – Dąbrowskiego – Dworzec Autobusowy – ALEJA NIEPODLEGŁOŚCI CMENTARZ                                                                                                   | Witaszyce – Jarocin                                         |
| 5.10  | DWORZEC AUTOBUSOWY – Dąbrowskiego – Hallera – Wojska Polskiego – Witaszyczki – Witaszyce/Wolności – Witaszyce/Nowy Cmentarz – Witaszyce/Kolejowa – Prusy – Roszkówko – WILCZYNIEC Powrót: WILCZYNIEC – Roszkówko – Prusy – Zakrzew – Witaszyczki/Lenwit – Wojska Polskiego – Skarżyńskiego – Dąbrowskiego – DWORZEC AUTOBUSOWY | Linia łączona 5 i 10 Witaszyce – Jarocin Dobrzyca – Jarocin |
| 6     | KĄTY – Radlin/PKP – Cielcza/Szkolna– Cielcza/Poznańska – Poznańska – Aleja Niepodległości – Dworzec Autobusowy – Dąbrowskiego – Hallera – Aleja Niepodległości – Powstańców Wielkopolskich – Wrocławska – Hallera – WOJSKA POLSKIEGO | Kąty – Jarocin                                              |
| 7     | WROCŁAWSKA JARKON – Wrocławska – Dąbrowskiego – Dworzec Autobusowy – Aleja Niepodległości – Świętego Ducha – Hilarów – Bachorzew – Tarce – Kadziak – Łuszczanów/Długa – Łuszczanów/Wiatraczna – Łuszczanów/Długa – Wilkowyja/Kozłowo – Wilkowyja/Powstańców Wielkopolskich – Annapol – Żerkowska – Aleja Niepodległości – Dworzec Autobusowy – Dąbrowskiego – Wrocławska – WROCŁAWSKA JARKON                                                     | Łuszczanów – Jarocin                                        |
| 8     | WROCŁAWSKA JARKON – Wrocławska – Dąbrowskiego – Dworzec Autobusowy – Aleja Niepodległości – Żerkowska – Annapol – Wilkowyja – Wilkowyja/Kozłowo – Łuszczanów/Długa – Łuszczanów/Wiatraczna – Łuszczanów/Długa – Kadziak – Tarce – Bachorzew – Hilarów – Świętego Ducha – Aleja Niepodległości – Dworzec Autobusowy – Dąbrowskiego – Wrocławska – WROCŁAWSKA JARKON                                                                               | Łuszczanów – Jarocin                                        |
| 9     | WOJSKA POLSKIEGO – Skarżyńskiego – Dąbrowskiego – Dworzec Autobusowy – Aleja Niepodległości – Powstańców Wielkopolskich – Warciana – Roszków – Siedlemin/Szkoła – SIEDLEMIN/POTARZYCKA Powrót: SIEDLEMIN/POTARZYCKA – Siedlemin/Szkoła – Dąbrowa – Roszków – Warciana – Powstańców Wielkopolskich – Aleja Niepodległości – Dąbrowskiego – Dworzec Autobusowy – Dąbrowskiego – Hallera – WOJSKA POLSKIEGO                                         | Siedlemin – Jarocin                                         |
| 9.3   | WOJSKA POLSKIEGO – Skarżyńskiego – Dąbrowskiego – Dworzec Autobusowy – Aleja Niepodległości – Powstańców Wielkopolskich – Warciana – Roszków – Siedlemin/Szkoła – Siedlemin/Potarzycka – Potarzyca – Golina/PKP – Golina/Dworcowa – Stefanów – Golina/Jarocińska – Wrocławska – Wojska Polskiego – Dąbrowskiego – Dworzec Autobusowy – ALEJA NIEPODLEGŁOŚCI CMENTARZ                                                                             | Linia łączona 9 i 3 Siedlemin – Jarocin Potarzyca – Jarocin |
| 10    | DWORZEC AUTOBUSOWY – Dąbrowskiego – Hallera – Wojska Polskiego – Witaszyczki –Witaszyczki/Lenwit – Zakrzew – Galew – Trzebin – Dobrzyca – Strzyżew – Wilcza – Wilczyniec – Roszkówko – Zakrzew – Witaszyczki/Lenwit – Wojska Polskiego – Skarżyńskiego – Dąbrowskiego – DWORZEC AUTOBUSOWY | Dobrzyca – Jarocin                                          |
| 10.5  | DWORZEC AUTOBUSOWY – Dąbrowskiego – Hallera – Wojska Polskiego – Witaszyczki –Witaszyczki/Lenwit – Zakrzew – Prusy – Roszkówko – WILCZYNIEC Powrót: WILCZYNIEC – Roszkówko – Prusy – Witaszyce/Kolejowa – Witaszyce/Wolności – Witaszyce/Nowy Cmentarz – Witaszyce/Mostowa – Witaszyce/Wolności – Witaszyczki – Wojska Polskiego – Skarżyńskiego – Dąbrowskiego – Dworzec Autobusowy – Aleja Niepodległości – ZACISZNA                           | Linia łączona 10 I 5 Dobrzyca – Jarocin Witaszyce – Jarocin |
| 15    | KSIĄŻ WLKP. – Chromiec – Kruczynek – Boguszyn – Chocicza – Komorze – Nowe Miasto – Klęka – Aleksandrowo – Wolica Pusta – Mieszków/Rynek – Cielcza/Poznańska – Poznańska – Aleja Niepodległości – Dworzec Autobusowy – Dąbrowskiego – Skarżyńskiego – Wojska Polskiego – BOLESŁAWA CHROBREGO | Książ Wlkp. –Jarocin                                        |
| J     | DWORZEC AUTOBUSOWY – Dąbrowskiego – Wrocławska – Golina/Jarocińska – Golina/Dworcowa – Golina/PKP – Stara Obra – Wałków – Nowa Obra – Koźmin Wlkp./Jana Pawła II – KOŹMIN WLKP./STARY RYNEK | Koźmin Wlkp. – Jarocin                                      |
| P2    | DWORZEC AUTOBUSOWY – Dąbrowskiego – Hallera – Wojska Polskiego – Witaszyczki – Witaszyce/Wolności – Witaszyce/Kolejowa – Witaszyce/Nowy Cmentarz – Witaszyce/Mostowa – Wyszki – Magnuszewice – KOTLIN | Kotlin – Jarocin                                            |

## Tabor
Aktualnie eksploatowany tabor JLA: 
| Typ autobusu                                         | Eksploatacja w PKM od                                | przewóz osób na wózkach                              | Liczba egzemplarzy |
| ---------------------------------------------------- | ---------------------------------------------------- | ---------------------------------------------------- | ------------------ |
| Autosan A0808T                                       | 2011                                                 |                                                      | 6                  |
| Autosan A1010M                                       | 2002                                                 |                                                      | 1                  |
| Cacciamali Thesi                                     | 2004                                                 | przewóz osób na wózkach                              | 3                  |
| Cacciamali Urbanino                                  | 2005                                                 | przewóz osób na wózkach                              | 4                  |
| Cacciamali Tema                                      | 2008                                                 |                                                      | 1                  |
| Irisbus Arway 12                                     | 2007                                                 |                                                      | 1                  |
| Irisbus Citelis 12                                   | 2008                                                 | przewóz osób na wózkach                              | 2                  |
| Irisbus Crossway Low Entry                           | 2008                                                 | przewóz osób na wózkach                              | 12                 |
| Irisbus MidiRider 395E                               | 2006                                                 |                                                      | 1                  |
| Irisbus Daily                                        | 2004                                                 |                                                      | 1                  |
| Karosa B952E                                         | 2006                                                 | przewóz osób na wózkach                              | 2                  |
| Renault Agora                                        | 1998                                                 | przewóz osób na wózkach                              | 1                  |
| Solaris Urbino 10                                    | 2012                                                 | przewóz osób na wózkach                              | 2                  |
| Solaris Urbino 12                                    | 2012                                                 | przewóz osób na wózkach                              | 2                  |
| Wszystkie pojazdy                                    | Wszystkie pojazdy                                    | Wszystkie pojazdy                                    | 39                 |
| Udział autobusów niskopodłogowych i niskowejściowych | Udział autobusów niskopodłogowych i niskowejściowych | Udział autobusów niskopodłogowych i niskowejściowych | 80%                |